# Blue Jay (Kalifornien)
Blue Jay ist ein Ort im San Bernardino County im US-Bundesstaat Kalifornien. 

## Geographie
Blue Jay liegt in den San Bernardino Mountains in unmittelbarer Nähe von Lake Arrowhead. Die nächstgelegenen größeren Städte sind San Bernardino (15 Kilometer südwestlich) und Hesperia (20 Kilometer nordwestlich). Das Stadtgebiet umfasst eine Fläche von drei Quadratkilometern.

## Demografische Daten
Im Jahre 2000 ergab sich eine Einwohnerzahl von 2134 Personen mit einem Durchschnittsalter von 34,9 Jahren.

## Geschichtliches
Mit einer kleinen Obstplantage, einem Einzelhandelsgeschäft und einigen Ferienunterkünften startete die Besiedlung des Ortes im Jahre 1914. Als der See Lake Arrowhead künstlich angelegt wurde, begann auch der Ort zu wachsen. Wegen der in der Gegend zahlreich vorkommenden blauen Häher nannte man den Ort im Jahre 1934 „Blue Jay“. Es handelte sich bei den dortigen Vögeln jedoch um den Diademhäher (Cyanocitta stelleri), englisch Steller's Jay und nicht um den weiter im Osten beheimateten Blauhäher (Cyanocitta cristata), englisch Blue Jay. Nachdem die Verwechslung erkannt wurde, beließ man es dennoch bei dem ursprünglichen Namen.
Heute ist Blue Jay mit Angeboten für Touren in die San Bernardino Mountains sowie für Wassersport auf dem Lake Arrowhead touristisch aktiv und richtet jährlich das „Blue Jay Jazz-Festival“ aus.

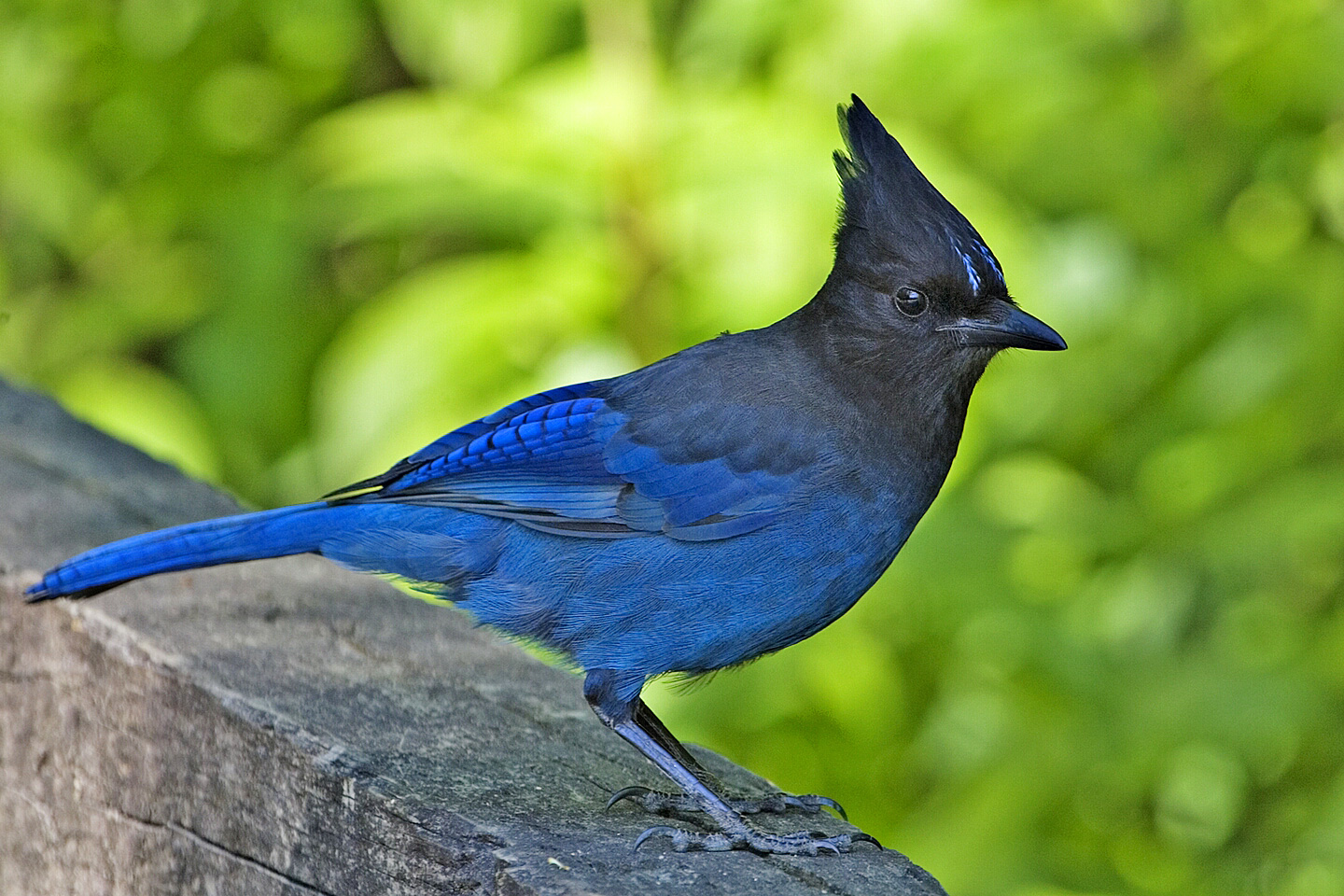
Diademhäher (Cyanocitta stelleri)
Steller's Jay

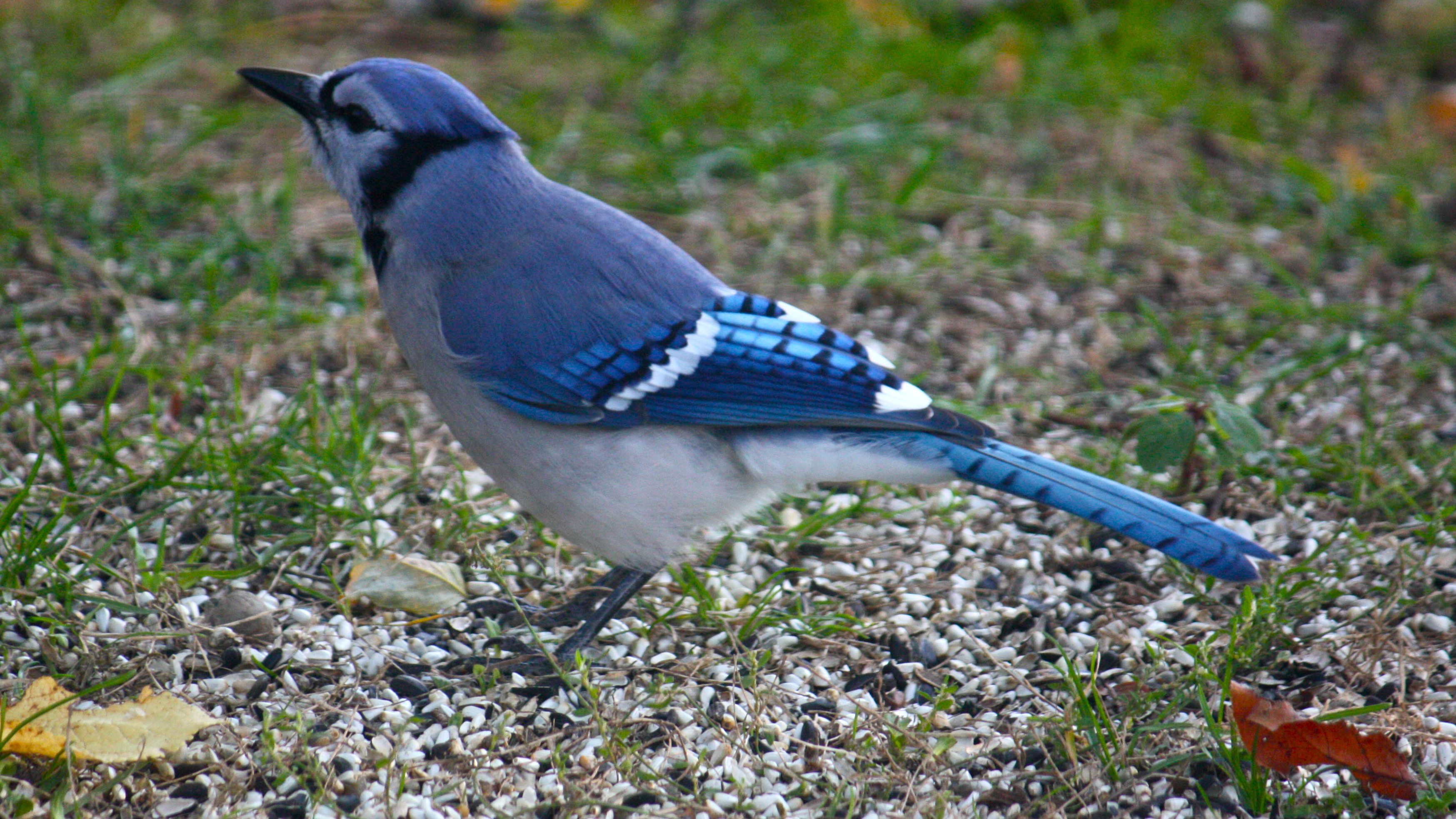
Blauhäher
(Cyanocitta cristata)
Blue Jay